# ويس كارول
ويس كارول (بالإنجليزية: Wes Carroll)‏ هو مغني أمريكي، ولد في 27 سبتمبر 1970.